# Guy Fawkes
Guy Fawkes (/ˈfɔːks/; York, 13 aprile 1570 – Londra, 31 gennaio 1606) è stato un militare e cospiratore inglese.
Noto anche sotto gli pseudonimi di Guido Fawkes (talvolta scritto anche  Faux) e John Johnson, era membro di un gruppo di cospiratori cattolici inglesi che tentarono di assassinare con un'esplosione il re Giacomo I d'Inghilterra e tutti i membri del parlamento inglese riuniti nella Camera dei Lord per l'apertura delle sessioni parlamentari dell'anno 1605, passato alla storia come la congiura delle polveri.
Il 5 novembre 1605 il complotto fu scoperto e i trentasei barili di polvere da sparo furono disinnescati. Da allora ogni 5 novembre i bambini del Regno Unito vanno in giro per il paese con dei fantocci, recitando una filastrocca che ringrazia Dio per aver salvato il re dall'attentato, e a chiedere soldi ai genitori per comprare i fuochi per il falò, in cui vengono bruciati i fantocci nella simbolica ripetizione dell'esecuzione dei congiuranti. La celebrazione è nota con il nome di Guy Fawkes Night, ovvero la notte di Guy Fawkes.

## Biografia

### Giovinezza

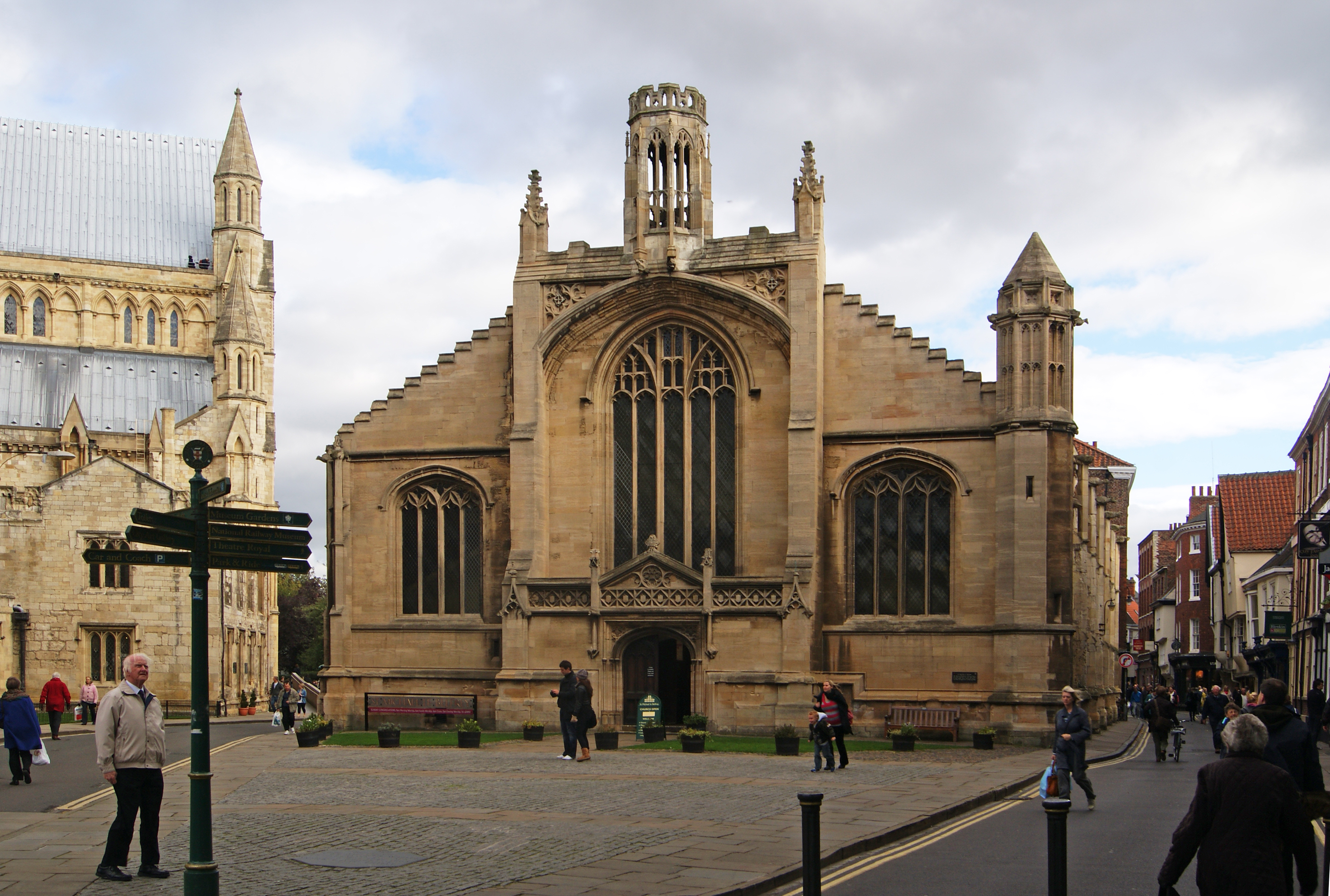
La chiesa di St. Michael le Belfrey, in cui Guy Fawkes ricevette il battesimo

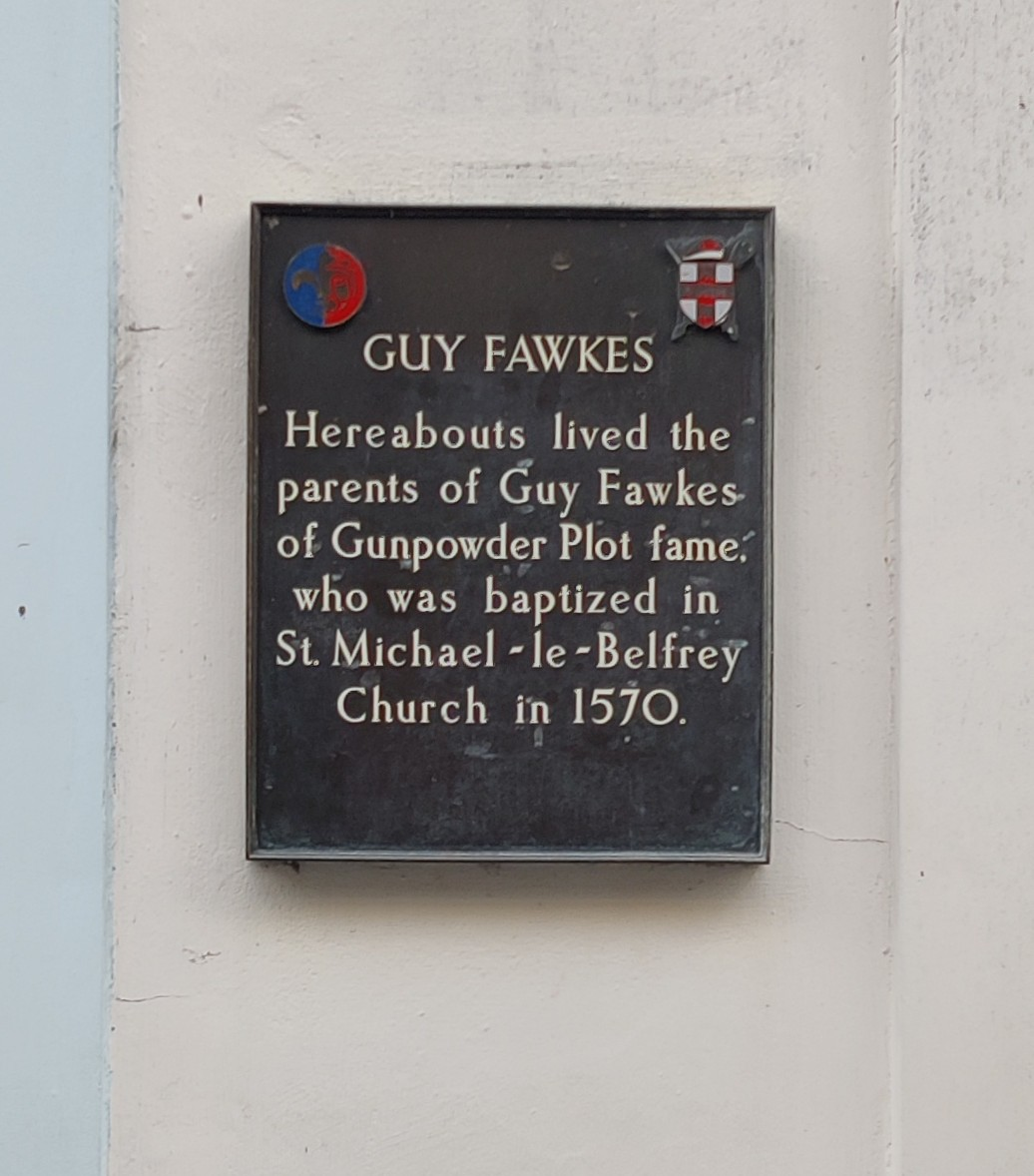
Targa in Stonegate, York.

Guy Fawkes nacque nel 1570 a York, nel North Yorkshire; era il secondo dei quattro figli di Edward Fawkes, un avvocato al tribunale di York, e della moglie Edith. I genitori del giovane Guy erano fedeli praticanti della chiesa anglicana, così come i suoi nonni materni; la nonna, nata Ellen Harrington, era la figlia di un ricco mercante, già sindaco di York nel 1536. La data di nascita di Fawkes è sconosciuta, ma sappiamo che venne battezzato alla chiesa di St. Michael le Belfrey il 16 aprile 1570; siccome era consuetudine battezzare il neonato non più di tre giorni dopo la sua nascita, è presumibile che sia nato intorno al 13 aprile. Nel 1568 Edith aveva dato alla luce un'altra figlia, Anne, morta però quando non aveva neanche otto settimane; ebbe comunque altri due figli dopo Guy, Anne (n. 1572), e Elizabeth (n. 1575). Entrambi si sono poi sposati, rispettivamente nel 1599 e nel 1594.
Nel 1579 Guy - all'età di soli otto anni - divenne orfano di padre; Edith si sarebbe sposata in seconde nozze con il cattolico Dionis Baynbrigge (o Denis Bainbridge) di Scotton, Harrogate. Fawkes si sarebbe convertito al cattolicesimo per via delle tendenze "ricusanti" (si definivano così le persone che si rifiutavano di seguire le pratiche religiose anglicane) della famiglia di Baynbrigge e degli insegnamenti impartitogli alla scuola di St. Peter, a York (il cui preside, John Pulleyn, faceva parte di una nota famiglia dello Yorkshire, i Pulleyns di Blubberhouses, che faceva pratica di ricusazione). Terminati gli studi scolastici, Fawkes prestò servizio per Anthony Browne prima e per Anthony-Maria Browne poi. In questo periodo, inoltre, probabilmente convolò a nozze con una sconosciuta fanciulla, con la quale si presume abbia generato anche un figlio; non vi sono tuttavia fonti documentarie certe che accertino ciò con sicurezza.
Nell'ottobre 1591 Fawkes dissipò il patrimonio terriero ereditato dal padre, vendendo la tenuta di Clifton. Viaggiò poi per il continente per combattere la guerra degli ottant'anni al fianco dell'Impero spagnolo contro il Regno di Francia e le Province Unite. Sotto la direzione di Sir William Stanley, Fawkes prese parte con la qualifica di alférez (funzionario di grado inferiore) all'assedio di Calais nel 1596, e nel 1603 - divenuto capitano - viaggiò in Spagna per raccogliere consensi per una ribellione cattolica in Inghilterra: fu in quell'occasione che adottò la versione spagnola del proprio nome, Guido, e che descrisse re Giacomo I come «un eretico» che voleva «scacciare la setta papale fuori dall'Inghilterra». Malgrado fosse stato ricevuto a corte da Filippo III, Fawkes non riuscì a convincere la corte spagnola a perorare la sua causa nell'isola britannica.

### Congiura delle polveri
Nel 1604 Fawkes entrò a far parte di un piccolo gruppo di cattolici inglesi, capeggiato da Robert Catesby, che intendeva assassinare il re protestante Giacomo I, colpevole di aver tradito le aspettative del popolo cattolico dopo esser succeduto a Elisabetta I, e sostituirlo con sua figlia, la terza secondo l'ordine di successione, la principessa Elizabeth.

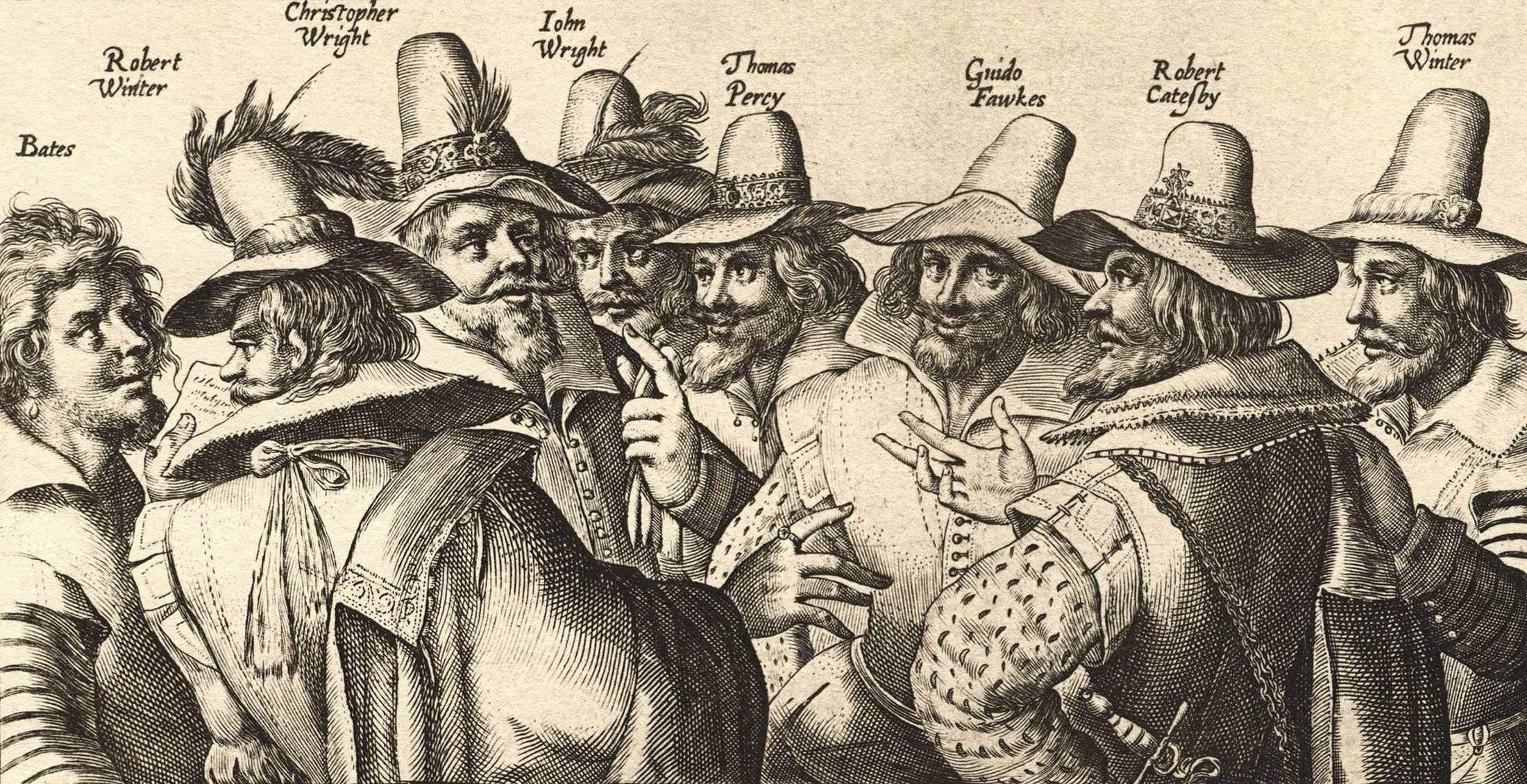
Otto dei tredici cospiratori: Fawkes è il terzo da destra

Il primo incontro tra i cinque cospiratori principali della congiura ebbe luogo domenica 20 maggio 1604 in una locanda all'insegna delle anatre (Duck and Drake Inn), nell'elegante quartiere londinese dello Strand. Catesby, in un incontro precedente, aveva già esplicitato le proprie intenzioni di uccidere il Re e il suo governo facendo esplodere «la Camera del Parlamento con la polvere da sparo»; Wintour, che all'inizio disapprovò categoricamente il piano, venne poi convinto da Catesby a viaggiare nel continente per cercare aderenti e simpatizzanti alla causa. Per intercessione di un tal Hugh Owen, esule in Spagna, Wintour conobbe ben presto Fawkes, e gli suggerì di «fare qualcosa in Inghilterra nel caso la pace con la Spagna non ci avesse aiutato» (doe some whatt in Ingland if the pece with Spaine healped us nott); questa collaborazione, tuttavia, non riuscì al fine voluto, tanto che Catesby non fu affatto sorpreso dal loro fallimento, siccome già prima sospettava che non sarebbero stati supportati da nessuno (the deeds would nott answere).

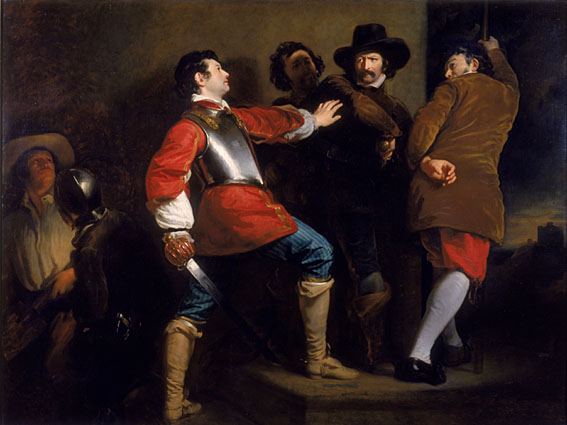
Henry Perronet Briggs, The Discovery of the Gunpowder Plot and the Taking of Guy Fawkes (circa 1823); olio su tela, 149 × 199 cm, Laing Art Gallery

Nel giugno 1604 uno dei cospiratori, Thomas Percy, venne autorizzato per via di una promozione ad accedere in una casa confinante col palazzo del Parlamento appartenente a John Whynniard, custode del Guardaroba Regio; Fawkes venne ingaggiato come portinaio dell'abitazione, e fu a partire da quel momento che adottò lo pseudonimo John Johnson. Secondo alcune fonti coeve alla congiura, i cospiratori avrebbero scavato una galleria tra la casa di Whynniard e il Parlamento; pare, tuttavia, che questa sia una montatura propagandistica del governo, siccome non vi è evidenza dell'effettiva esistenza dell'anzidetto tunnel. Se questa storia fosse vera, tuttavia, i cospiratori sarebbero stati assorbiti nello scavo di questa galleria per tutto il dicembre 1604.
Finalmente i congiurati riuscirono ad affittare una piccola cantina (sempre appartenente a Whynniard) ubicata al di sotto dell'aula del Parlamento; trattandosi di un luogo sudicio e inutilizzato, era un nascondiglio perfetto per la polvere da sparo. Secondo lo stesso Fawkes, i barili esplosivi ivi immagazzinati erano 36, di cui 16 acquistati il 20 luglio; la deflagrazione avrebbe dovuto avere luogo il 26 luglio, tuttavia la seconda sessione del primo parlamento di Giacomo I venne rinviata dall'estate all'autunno per via dell'onnipresente minaccia costituita dalle epidemie. Dopo aver lasciato l'Inghilterra, alla ricerca di ulteriori simpatizzanti alla congiura, Fawkes vi ritornò nell'agosto 1605; in una serie di incontri tenuti a ottobre, inoltre, si decise che sarebbe toccato proprio a lui dare fuoco alla miccia per far saltare in aria il Parlamento.
Il piano, tuttavia, faticò a restare segreto, finché Lord Monteagle venne informato da una lettera anonima dell'imminente pericolo: «retyre youre self into yowre contee whence yow maye expect the event in safti for ... they shall receyve a terrible blowe this parleament (it.: ritiratevi nella vostra contea da dove voi potrete attendere l'evento in sicurezza ... essi riceveranno una terribile esplosione questo parlamento)». Ben presto la cosa si seppe: i parlamentari inaugurarono comunque la seduta alla mezzanotte del 4 novembre 1605, come da prassi, mentre i cospiratori decisero di proseguire con i loro intenti ritenendo l'intera faccenda una bufala. Quando Fawkes si recò nella cantina di Whynniard con un innesco e un orologio da tasca (così da programmare al minuto la deflagrazione, come suggerito da Percy: becaus he should knowe howe the time went away) la congiura era pronta per essere perpetrata. Prima che però egli potesse accendere l'esplosivo, nella stanza irruppero le guardie reali, che lo colsero praticamente sul fatto.

### Tortura e morte
«John Johnson» venne quindi condotto dalle guardie reali nella camera da letto del re per essere sottoposto all'interrogatorio. Fiero e sprezzante, Fawkes mantenne un atteggiamento di aperta sfida, senza nascondere le sue intenzioni: quando gli chiesero di motivare il possesso di una simile quantità di esplosivo, rispose: "To blow you Scotch beggars back to your native mountains" ("Per rispedirvi d'un sol botto alle vostre montagne natie, pezzenti scozzesi"). Fawkes si palesò come un cattolico di 35 anni nativo dello Yorkshire, e prontamente riferì il proprio piano di voler uccidere Giacomo I mediante lo scoppio di polvere da sparo, ed espresse rimpianto per non esserci riuscito. Il suo atteggiamento risoluto si guadagnò la stima di re Giacomo, che gli attribuì la prontezza e l'energia di un antico Romano.

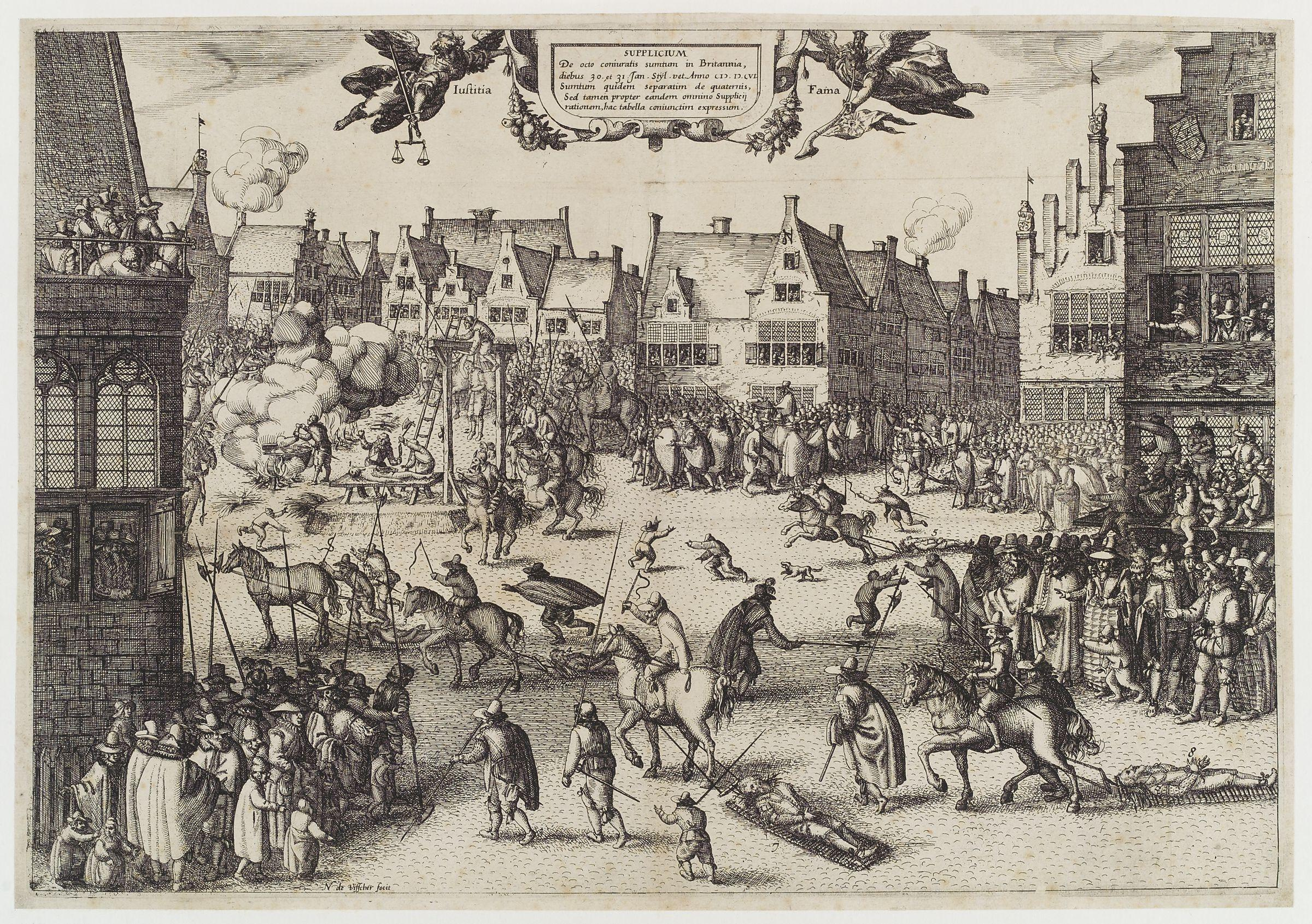
Claes Jansz Visscher, The execution of Guy Fawkes

L'ammirazione che re Giacomo nutriva per Fawkes, tuttavia, non lo dissuase dall'ordinare, il 6 novembre, di sottoporre «John Johnson» a tortura perché rivelasse il nome dei suoi complici: «Che lievi torture vengano inizialmente utilizzate su di lui, et sic per gradus ad maiora tenditur [e quindi vengano incrementate sino alle peggiori]». Fawkes venne trasferito alla torre di Londra dove, straziato dall'atroce sofferenza fisica, rivelò la propria identità e i nomi degli altri cospiratori, e raccontò dettagliatamente le dinamiche del complotto, in un totale di tre confessioni.
Dopo un processo sommario, Fawkes - insieme agli altri cospiratori - fu condannato a morte, in quanto colpevole di alto tradimento (come sentenziato da John Popham). La sentenza della corte fu la seguente: i condannati dopo l'impiccagione sarebbero stati sottoposti alla recisione dei genitali, alla decapitazione e alla rimozione dell'intestino e del cuore, e infine alla dispersione dei resti, destinati a divenir «mangime per i volatili del cielo».
Il 31 gennaio 1606 Fawkes e tre altri cospiratori – Thomas Wintour, Ambrose Rookwood, e Robert Keyes – vennero condotti all'Old Palace Yard a Westminster, di fronte all'edificio che intendevano distruggere. Gli altri tre condannati vennero rapidamente impiccati, squartati e decapitati, mentre Fawkes fu l'ultimo ad essere giustiziato. Indebolito dalle torture, salì con l'aiuto del boia e di una scala sino al cappio, ma perse l'equilibrio e la corda gli ruppe il collo: dopo l'impiccagione, il suo corpo senza vita fu comunque sottoposto alla intera procedura; squartato, come da prassi, le varie parti del suo corpo vennero distribuite ai «quattro angoli del regno», per essere esposte come un sinistro avvertimento a chi avesse voluto seguire le sue orme.

## Retaggio
Per solennizzare la scoperta della congiura, il 5 novembre 1605 i londinesi vennero incoraggiati ad accendere piccoli falò; per di più, un atto del parlamento (il cosiddetto Thanksgiving Act) istituì in quella data il «giorno del ringraziamento». Benché fossero tredici i cospiratori coinvolti nella congiura delle polveri, nell'immaginario collettivo il complotto è rimasto associato al solo Fawkes.
Nel Regno Unito, il 5 novembre è noto con diversi nomi, quali Guy Fawkes Night, Guy Fawkes Day, Plot Night e Bonfire Night. I falò iniziarono ad essere accompagnati, dal 1650 in poi, dall'accensione di fuochi d'artificio, fino a quando dopo il 1673 divenne usanza bruciare un'effigie (generalmente rappresentante Fawkes o il Papa), che andava a finire nelle fiamme tra le grida di «No popery!».
Sebbene per quasi tre secoli Guy Fawkes sia stato considerato personaggio ridicolo e meritevole di scherno, il culto della sua figura venne vivificato nell'Ottocento dalla pubblicazione del romanzo storico Guy Fawkes, or; The Gunpowder Treason, in cui William Harrison Ainsworth guardò al congiurato sotto una luce nuova, comprensiva, quasi empatica. Da quel momento in poi, Fawkes fu celebrato quale «eroe d'azione» in moltissime opere, principalmente libri per bambini, quali  The Boyhood Days of Guy Fawkes e The Conspirators of Old London. Secondo lo storico Lewis Call, Fawkes oggi è «un'icona considerevole nella cultura politica moderna», con la sua faccia divenuta a partire dalla fine del Novecento «uno strumento potenzialmente potente per l'articolazione dell'anarchismo postmoderno».

## Citazioni nei media
La popolarità conosciuta da Guy Fawkes a partire da fine Novecento è ben attestata negli anni ‘80,  quando Alan Moore e David Lloyd crearono il fumetto V for Vendetta per la DC Comics, il cui protagonista, V, è un patriota che si oppone al governo dispotico di una futura Gran Bretagna e che indossa, appunto, una maschera ispirata ai fantocci di Guy Fawkes bruciati ogni anno nella Guy Fawkes Night.
La maschera di V in V for Vendetta, plasmata sulle fattezze del suo volto, e nelle serie televisive Gunpowder e Mr. Robot. La ricorrenza viene citata in Murder in the Mews di Agatha Christie e fa da sfondo all'episodio Fuoco alle polveri S5:E8 della serie Netflix The Crown; mentre Fawkes stesso compare nel romanzo di Ken Follett "La colonna di fuoco".